# К-429
К-429 — советская атомная подводная лодка проекта 670 «Скат». В 1972—1986 годах входила в состав Северного и Тихоокеанского флотов ВМФ СССР. В июне 1983 года затонула в бухте Саранной, в 50 километрах от выхода из Авачинской губы на глубине около 40 метров, затем была поднята, но в строй уже не вернулась. До 1992 года служила в качестве учебно-тренировочной станции, в 2001—2002 годах утилизирована.

## История строительства
К-429 была зачислена в списки кораблей ВМФ СССР 9 февраля 1970 года. Лодка была заложена 26 января 1971 года на верфи Красное Сормово под заводским номером 715, экипаж после обучения в учебном центре в Обнинске вошёл в состав 104-й бригады строящихся подводных лодок в Горьком и осваивал корабль начиная с этапа строительства. К-429 была спущена на воду 22 апреля 1972 года, затем в мае внутренними водными путями переведена из Горького в Северодвинск для прохождения испытаний. 15 сентября 1972 года подписан приёмный акт, лодка была зачислена в состав флота 31 октября 1972 года, вошла в состав 11-й дивизии подводных лодок Северного флота с базированием на Западную Лицу.

## История службы
В 1973 году экипаж К-429 сдавал учебные задачи, но лодка совершила боевую службу с подготовленным экипажем однотипной К-302 (командир — Романчук В. П.) на борту. В 1974 году К-429 выполнила две боевых службы, одну с основным экипажем, вторую с 335-м экипажем АПЛ проекта 670. В 1975 году — ещё одна боевая служба с основным экипажем.
С 23 августа по 4 сентября 1977 года К-429 совершила межтеатровый переход с Северного флота подо льдами Арктики на Камчатку, этот переход стал первым в истории ВМФ СССР для одиночной однореакторной одновальной АПЛ — ранее лодки этим маршрутом ходили только попарно или имели резервированную главную энергетическую установку с двумя реакторами и двумя гребными винтами. За успешно совершённый переход командир лодки капитан 1-го ранга В. Т. Козлов и старший на борту — заместитель командующего 1-й ФлПЛ контр-адмирал Е. Д. Чернов стали Героями Советского Союза.
9 сентября лодка зачислена в состав 10-й дивизии подводных лодок с базированием на Вилючинск. По итогам 1977 года К-429 была награждена Вымпелом министра обороны «За мужество и воинскую доблесть».
В 1979 году К-429 совершила боевую службу. В 1980 году завоевала приз Главкома ВМФ. В 1981 году выполнила боевую службу с 379-м экипажем АПЛ проекта 670.
В 1982—1983 годах находилась в Индийском океане, где выполнила задачи трёх боевых служб. Совершила заходы в порты Камрань (Вьетнам) и Аден (Йемен), прошла промежуточный ремонт в пункте материально-технического обеспечения ВМБ Нокра (архипелаг Дахлак, Красное море). Осенью 1982 года успешно приняла участие в учениях по групповой атаке конвоя в Филиппинском море. В качестве учебной главной цели выступал ТАВКР «Минск». По итогам 1982 года К-429 заняла первое место в ВМФ по боевой и политической подготовке, удостоена почётного звания «отличный корабль».

## Авария 1983 года

### Предшествующие события
В мае 1983 года атомная подводная лодка К-429 пришла с длительной боевой службы в Индийском океане. Экипаж был отправлен в отпуск, лодка была передана 228-му экипажу и поставлена на межпоходовый ремонт. Из ремонта лодку должен был принимать 379-й экипаж АПЛ проекта 670 под командованием капитана 1-го ранга Николая Суворова. Планировалось, что осенью АПЛ выйдет в море для проведения учебных торпедных стрельб и отработки мероприятий по противодействию торпедной атаке противника.
Однако торпедные стрельбы были перенесены с осени на июнь. Экипаж начал подготовку к предстоящим учениям. Поскольку многие члены экипажа были в отпуске, на их места пришлось срочно искать замену. Одновременно с этим необходимо было передавать лодку от старого экипажа новому. При этом межпоходовый ремонт не был завершён.
24 июня 1983 года на К-429 проводились приём и передача АПЛ и подготовка к выходу в море. Экипаж должен был проверять на герметичность прочный корпус лодки. Однако на АПЛ производилась зарядка аккумуляторных батарей, а проводить герметизацию при зарядке запрещено, и проверку произвести было невозможно.
Против выхода в море возражали начальник штаба 10-й дивизии капитан 1-го ранга Алексей Гусев и командир подводной лодки капитан 1-го ранга Николай Суворов, однако их мнение не было принято во внимание. Герой Советского Союза, капитан 1-го ранга Гусев вспоминал: «Я заявил о своем несогласии с выходом в море „К-429“ с экипажем Н. М. Суворова. Однако вечером того же дня узнал, что план подписан, то есть утверждён начальником штаба флотилии контр-адмиралом О. А. Ерофеевым. Я прибыл к Ерофееву и попробовал его убедить отменить решение, но получил ответ: „Ты что же, Герой, струсил?“».
В тот же день, 24 июня 1983 года лодка вышла из бухты Крашенинникова на дифферентовку. На борту вместо штатных 87 человек вышло в море 120.

### Авария
В 23 часа 35 минут в бухте Саранной экипаж лодки приступил к погружению. Неожиданно в четвёртый (реакторный) отсек подводной лодки через систему вентиляции с большой скоростью начала поступать забортная вода. Во время ремонта, в первую очередь из-за сварочных работ, на лодке были открыты вентиляционные «форточки», и их автоматическое закрытие было заблокировано. Из-за срочности выхода в море и без полноценной команды закрыть «форточки» оказалось некому. Более того, датчики заполнения балластных цистерн не работали, из-за чего было принято чрезмерное количество балластной воды, и даже до появления затопления погружение лодки было очень быстрым. Командир отдал команду продуть цистерны главного балласта (ЦГБ). Однако запоры клапанов вентиляции ЦГБ были открыты из-за ошибки командира БЧ-5 Бориса Лиховозова (по другой версии — из-за отказа насоса гидравлической системы вследствие короткого замыкания), поэтому Воздух высокого давления вместо того, чтобы вытеснить воду, оказался просто стравлен за борт.
В 23 часа 40 минут К-429 легла на грунт на глубине 37 метров (по глубиномеру второго отсека) с небольшим дифферентом и креном на левый борт. Четвёртый отсек был затоплен менее, чем за три минуты, из 17 находившихся в нём моряков-подводников 14 погибли, не позволив себе покинуть отсек, трое матросов-трюмных эвакуировались в левый коридор 5-го (реакторного) отсека, откуда затем перешли дальше в корму. Забортная вода начала поступать в 1, 2 и 3-й отсеки. Для прекращения поступления воды необходимо было закрыть захлопки судовой вентиляции, но сделать это с помощью электроманипулятора было невозможно из-за отсутствия электропитания. Первым сориентировался помощник командира А. П. Розборский, он сумел закрыть переборочные захлопки, воспользовавшись гидроманипулятором в третьем отсеке.

### Спасательная операция
Ситуация складывалась тяжёлая: четвёртый отсек был затоплен полностью, первый на 75 %, второй несколько меньше. Пятый отсек постепенно затапливался через клапан выравнивания давления между 4 и 5 отсеками. В 1-м, 2-м, 3-м, 6-м и 7-м отсеках находилось 106 человек. Не было фонарей, в аварийных бачках не оказалось пищи. Многие дыхательные аппараты были неисправны, из ста комплектов только десять содержали в баллончиках кислород, некоторые маски были порваны. Всплывающее спасательное устройство (ВСУ) было приварено к корпусу, а лебёдка ВСУ разобрана. Аварийные буи невозможно было выпустить из-за неисправности выпускающих механизмов. Таким образом, уведомить командование об аварии экипаж возможности не имел. Позже обстановка ещё ухудшилась из-за взрывов аккумуляторных ям в первом и третьем отсеках и возникшей загазованности.
Чтобы сообщить об аварии, 25 июня через торпедный аппарат в 4 часа 20 минут на поверхность был отправлен мичман Николай Мерзликин, в 5 часов 30 минут за ним последовал мичман Михаил Лесник. Около 8 утра их подобрал пограничный корабль. По флоту была объявлена аварийная тревога.
К аварийной лодке прибыло аварийно-спасательное судно «СС-38» проекта 532, находившееся в момент аварии в межпоходовом ремонте. Пристыковать спасательный колокол к комингс-площадкам спасателям не удалось. Было принято решение о самостоятельном выходе из лодки. Поскольку лодка была разделена затопленными 4 и 5 отсеками, одной части экипажа предстояло выходить через аварийно-спасательный люк седьмого отсека, другой — через торпедные аппараты (ТА) первого отсека. Спасатели наладили вентиляцию отсеков и передали недостающие индивидуальные дыхательные аппараты, некоторые из которых оказались неисправными, но исправных было достаточно для выхода.
Первый отсек моряки покидали через ТА по 4 человека. Однако, из-за тесноты в ТА матрос Н. П. Синюков получил тяжёлую баротравму лёгких и погиб. После этого выход продолжился по три человека. Последним вышел старший на борту капитан 1-го ранга А. А. Гусев.
В седьмом отсеке находилось 23 человека. Несмотря на наличие старших по званию и должности, выходом фактически руководил 23-летний мичман В. П. Баев, имевший опыт водолаза-инструктора. Он проверял и помогал надеть ИДА, инструктировал других моряков, определял порядок выхода (выходили парами: более опытный с менее опытным). Из-за неисправности карабина на глубине 15 метров (по другим данным, на глубине двух метров нога матроса запуталась в буйрепе) застрял и погиб матрос Р. М. Закиров. Мичман Баев с риском для жизни выходил последним, при этом задраив за собой люк и не допустив затопления отсека, что в дальнейшем помогло поднять лодку. За свой подвиг Василий Баев был награждён орденом Красной Звезды.

### Обстоятельства аварии

#### Спешка
Вице-адмирал Рязанцев высказывает мнение, что выход в море на торпедные стрельбы не был спланирован заранее, а добавлен в план мероприятий в последний момент (при разработке недельного плана). Во-первых, ни командир АПЛ, ни штаб флотилии, ни штаб дивизии не допустили бы ухода большей части экипажа в отпуск перед ответственным мероприятием. Во-вторых, командир АПЛ подал заявку на приготовления практических торпед за 10 дней до стрельбы, хотя при правильном составлении и исполнении месячного плана боевой подготовки приказ на выдачу должен был быть подписан ещё в мае.
Олег Александрович Ерофеев, в тот момент начальник штаба 2-й флотилии, считает, что спешка была не результатом ошибки планирования, а элементом учёбы: экипаж К-429 отрабатывал экстренное приготовление корабля к бою, походу и погружению. В этом случае готовятся средства движения, управления, курсоуказания, наблюдения и связи, вся остальная подготовка выполняется на переходе в точку погружения. В ответ Рязанцев указывает, что:
1. Экстренное приготовление корабля к бою, походу и погружению отличается от обычного только ускоренным разогревом теплоносителя реактора и ускоренным включением навигационного комплекса. Все остальные мероприятия по подготовке должны быть проведены.
2. После экстренной подготовки корабль должен проследовать в район рассредоточения, где завершить мероприятия по подготовке, и только затем выйти в море, в точку погружения. Выход неподготовленного корабля в море запрещён[4].

#### Готовность экипажа
Результатом спешки стала невозможность собрать принимающий лодку экипаж (379-й) из отпусков. Места выбывших пришлось замещать моряками сдающего (228-го) и других экипажей. Комиссией по расследованию аварии отмечено, что «…в соответствии с приказом командира 10 дивизии от 24 июня 1983 г. № 484 должны были выйти 106 человек. Из них только 48 человек входили в 379 экипаж, а 58 — были прикомандированы от 228 и 2 других экипажей» — с однотипных АПЛ К-325 и К-212. 379-й экипаж был укомплектован на 55 % штатной численности. Согласно руководящим документам, при смене более 30 % личного состава экипаж объявляется не линейным (не пригодным к любым задачам, кроме восстановления линейности). Однако, выход в море такому экипажу командование разрешило.
По мнению О. А. Ерофеева, нарушением это не является, так как члены других экипажей находились на лодке не для замещения вакантных должностей, а для «контроля за действиями личного состава, который отрабатывает задачи».

#### Техническое состояние
Другим следствием спешки стал выход лодки без проверки прочного корпуса на герметичность. Существует версия, что вентиляционная система ранее намеренно была переведена 228 (сдающим) экипажем в нештатный режим работы для недопущения скапливания водорода, выделяющегося при зарядке аккумуляторных батарей. В условиях дефицита времени и неслаженности принимающего экипажа, этот факт не был доведён до всех членов экипажа, в частности, в четвёртом отсеке. В результате, вахтенный матрос 4 отсека перевёл гидроэлектроманипуляторы захлопок вытяжной вентиляции из положения «Закрыто» в положение «Нейтраль». Из-за нештатного режима работы системы вентиляции это действие открыло путь забортной воде.
В неисправном состоянии находилось большинство средств спасения. Аккумуляторные батареи отработали два положенных срока службы, выделение водорода из них превышало норму. Из ремонтной ведомости был вычеркнут блок логики (включающий управление системой вентиляции). В целом, после пятимесячного похода АПЛ положенного ремонта и переоснащения не прошла.

#### Организация
Командование флотилии и дивизии также подвергается критике за несвоевременную реакцию на происшествие. К-429 должна была выйти на связь до 3 часов ночи 25 июня, а когда этого не произошло, её следовало признать аварийной и начать поиск. Однако, оперативный дежурный 2-й флотилии ПЛ объявил тревогу в 9 часов 30 минут, только после того, как были обнаружены мичманы Мерзликин и Лесник.
Об оформлении необходимых для выхода в море документов А. А. Гусев говорит следующее: «Под водолазным костюмом командир капитан 1 ранга Суворов вынес наверх дифферентовочный журнал. Не успел Суворов переодеться, как ему подсунули ручку и „Журнал готовности корабля к выходу в море“. „Николай Михайлович, подписывай, горим, на твою же пользу“, — говорил комдив Алкаев. Потом подсовывали бумажки ещё, ещё и ещё… Выручая начальство, командир подписывал все. Не подозревая, что он готовый заложник.»

### Судебные разбирательства
В 1983 году суд приговорил Николая Суворова к десяти годам заключения, командира БЧ-5 379-го экипажа Бориса Лиховозова — к восьми. Николай Михайлович Суворов добивался пересмотра решения до самой своей смерти в 1998 году. Позже этим занималась его вдова Зинаида Васильевна Суворова.
В 2000-х годах, после издания Е. Д. Черновым книги «Тайны подводных катастроф К-429, К-219, К-278, К-141», против него О. А. Ерофеевым был подан иск о защите чести и достоинства, удовлетворённый в пользу Ерофеева.

### Список погибших
1. капитан-лейтенант Каспрович И. Ю.
2. капитан-лейтенант Курочкин В. М.
3. старший лейтенант Петров А. И.
4. лейтенант Туласов В. Г.
5. мичман Жарников И. М.
6. мичман Колесников Н. Н.
7. мичман Кузьмин А. И.
8. мичман Лещук В. А.
9. мичман Портнов В. Н.
10. мичман Черемушин А. Е.
11. старшина 1-й статьи Карпинский А. В.
12. старшина 2-й статьи Султанов Ф. А.
13. старшина 2-й статьи Яшкин Л. И.
14. матрос Закиров Р. М.
15. матрос Синюков Н. П.
16. матрос Шведов А. Д.

## Второе затопление и дальнейшая судьба
Главнокомандующий ВМФ С. Г. Горшков докладывал в ЦК КПСС о случившемся не как о катастрофе с потерей лодки, а как о «случае частичного приёма воды в отдельные отсеки» с последующим возвращением К-429 в строй. На основании такого доклада был составлен излишне оптимистичный план ремонта: вместо необходимых 32 месяцев на ремонт было выделено 18.
Ремонт стоимостью 320 млн рублей начался после подъёма лодки в 1984 году. Для наращивания скорости ремонта количество ежедневно работающих было увеличено с 600 до 1200 человек, что затруднило экипажу контроль процесса. Реализация сжатых сроков потребовала совмещения несовместимых типов работ. Так, в феврале 1984 года было принято решение начать затяжку магистральных кабелей на плаву, что было строго запрещено технологией ремонта. Затяжка кабелей должна была проводиться в сухом доке, так как процедура предполагала одновременное нарушение герметичности межотсечных переборок многих отсеков. Тем не менее 14 марта 1985 года лодка вышла из дока с негерметизируемыми отсеками, что создало предпосылки к её второму затоплению.
В 5 часов 30 минут 13 сентября 1985 года лодка вновь затонула у заводского пирса. Подняли её через десять дней. Ремонтные работы были прекращены, а исключенный из боевого состава флота корабль переоборудовали в учебно-тренировочное судно и в связи с этим в 1987 году вывели в резерв. В 1992 году К-429 перечислена в 304-й дивизион хранения с прежним местом базирования. В 2001-2002 годах утилизирована в плавучем доке в Вилючинске. Сформированный затем трёхотсечный блок хранился на территории ремонтного центра до 2017 года. 

## Командиры
- 1971—1973: Орлов А. С.
- 1973—1978: Козлов В. Т.
- 1978—1980: Губанов А. О.
- 1980—1983: Мякишев Е. В.
- 1983—1985: Бузин Б. М.
- 1985—1992: Любченко А. В.
- 1992—1996: Лебедев Г. Н.
- 1996—2001: Цвах В. А.

## Память
- В посёлке Рыбачьем есть монумент, посвященный погибшим подводникам. На одном из мемориальных камней выбиты имена погибших членов экипажа К-429[8].
- События аварии отражены в романе В. Ю. Полуботко «Железные люди»[15].